# テッチェン祭壇画
『テッチェン祭壇画』（テッチェンさいだんが、英語: Tetschen Altar、ドイツ語: Tetschener Altar）とは、19世紀初頭のロマン主義を代表するドイツの画家、カスパー・ダーヴィト・フリードリヒによって1807年から1808年にかけて制作された油彩画である。別名『山上の十字架』（さんじょうのじゅうじか、英語: Cross in the Mountains、ドイツ語: Das Kreuz im Gebirge）とも称されるが、日本語表記は資料によって揺れがあり、『テッチェンの祭壇画』『山の上の十字架』『山中の十字架』などと表記される場合もある。ボヘミア貴族であるホーエンシュタイン伯爵からの依頼により家庭用礼拝堂に使用する目的で制作された祭壇画とされており、風景画と宗教画を混同した作品であるとしていわゆるラムドーア論争を引き起こした。周囲を彩る彫刻入りの額縁は、フリードリヒの構想のもと、友人で画家・彫刻家のゴットリープ・クリスティアン・キューンによって制作された。油彩画の技法と表現手法において新境地を開拓したこの作品は、それを批判する者と擁護する者双方から大々的に喧伝され、フリードリヒの名を広く世に知らしめた。

## 背景
18世紀後半の封建社会において、美術家への作品発注は君主や教会からのものが大部分を占め、生活自体がそれに依存したものとなっていた。時代を経るにつれて産業革命後の美術家たちは、自身の創作活動に自由と自立を求めるようになり、こうした意識の変化がロマン主義的な理念を呼び起こした。フリードリヒ自身も「真の芸術作品ならば、ある特定の感覚を表現していなければならない。観る者の心情を、よろこびか哀しみ、憂鬱か快活、いずれかに動かさなければならないのだ」と語っており、観衆の感情へ訴えかける作品創出の技法を模索していた。
フリードリヒが初めて油彩画を制作したのは1798年とされるが、その後しばらくはセピア画の作品制作が続き、本格的に油彩画に取り組むようになったのは1807年『雪中の巨人塚』からである。美術史家のゲルトルート・フィーゲは1807年にボヘミア北部の山中を旅した際に体験した景色や感情といった微妙なニュアンスを表現するために、色彩を手にする必要性に迫られたと推察している。

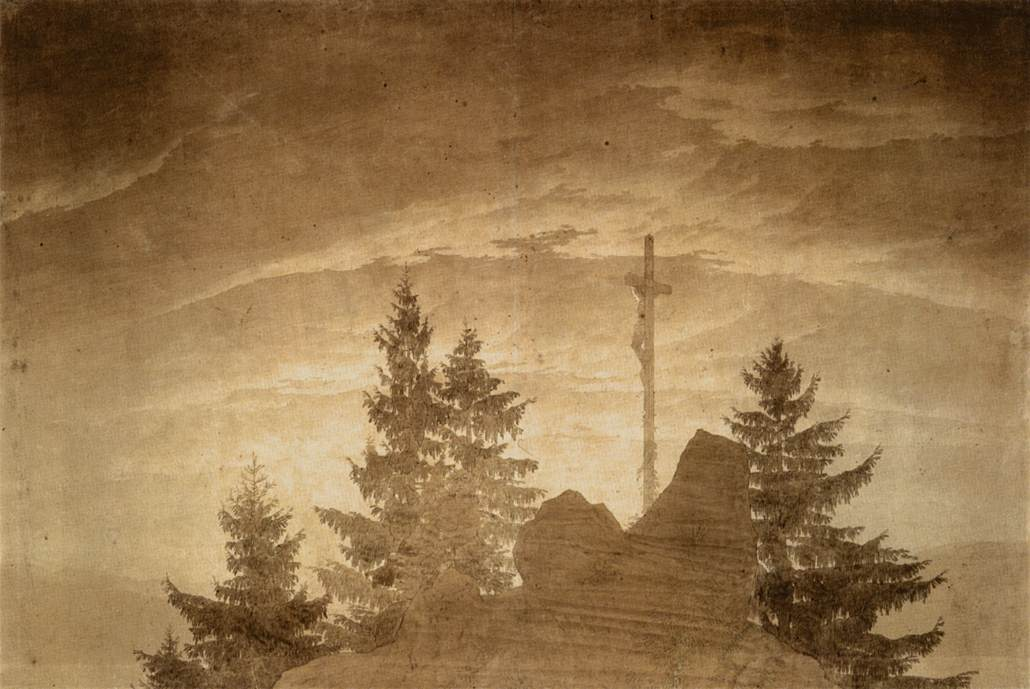
セピア画で描かれた『山上の十字架』（1805-1806年）

『テッチェン祭壇画』制作に先立って同様の構図で制作したセピア画が少なくとも3点存在したことが記録されている。作品の基となったとされる一部の作品は消失しているが、その習作がベルリン国立版画素描館に収蔵されている。現代ではフリードリヒの友人であったリューレ・フォン・リーリエンシュテルンの『従軍記』の記述によって、ドレスデンの展覧会で公開されたセピア画の『山上の十字架』を見たホーエンシュタイン伯爵夫人のテレジアがテッチェンの自分の城の祭壇画にしたいと依頼し、本作品の制作につながったという説が通説となっている。
一方、当時セピアを用いて風景画を制作することで一定の成功を収めていたフリードリヒに、思想的な影響を強く与えたのがリューゲン島のアルテンキルヒェンで教区長を務めていた詩人のルートヴィヒ・ゴットハルト・コーゼガルテンであったとする説がある。コーゼガルテンはフリードリヒが最初に師事したグライフスヴァルト大学の美術教師クヴィストルプの友人であった。美術史家のヘルムート・ベルシュ＝ズーパンは、1805年の時点でコーゼガルテンはフリードリヒのセピア画作品を複数枚所持しており、風景祭壇画という着想をコーゼガルテンがフリードリヒに与え、油彩で描かせる計画を立てていたとする説を提唱している。
その他、愛国的立場からスウェーデン王グスタフ4世に捧げるためにフリードリヒが制作した作品であるとする説もある。この説では1808年のクーデターによってグスタフ4世が退位したため贈呈の計画が頓挫し、宗教的な意味合いをつけて額縁を作成し、『テッチェン祭壇画』としてテレジア夫人に販売したと解釈されている。

## 作品

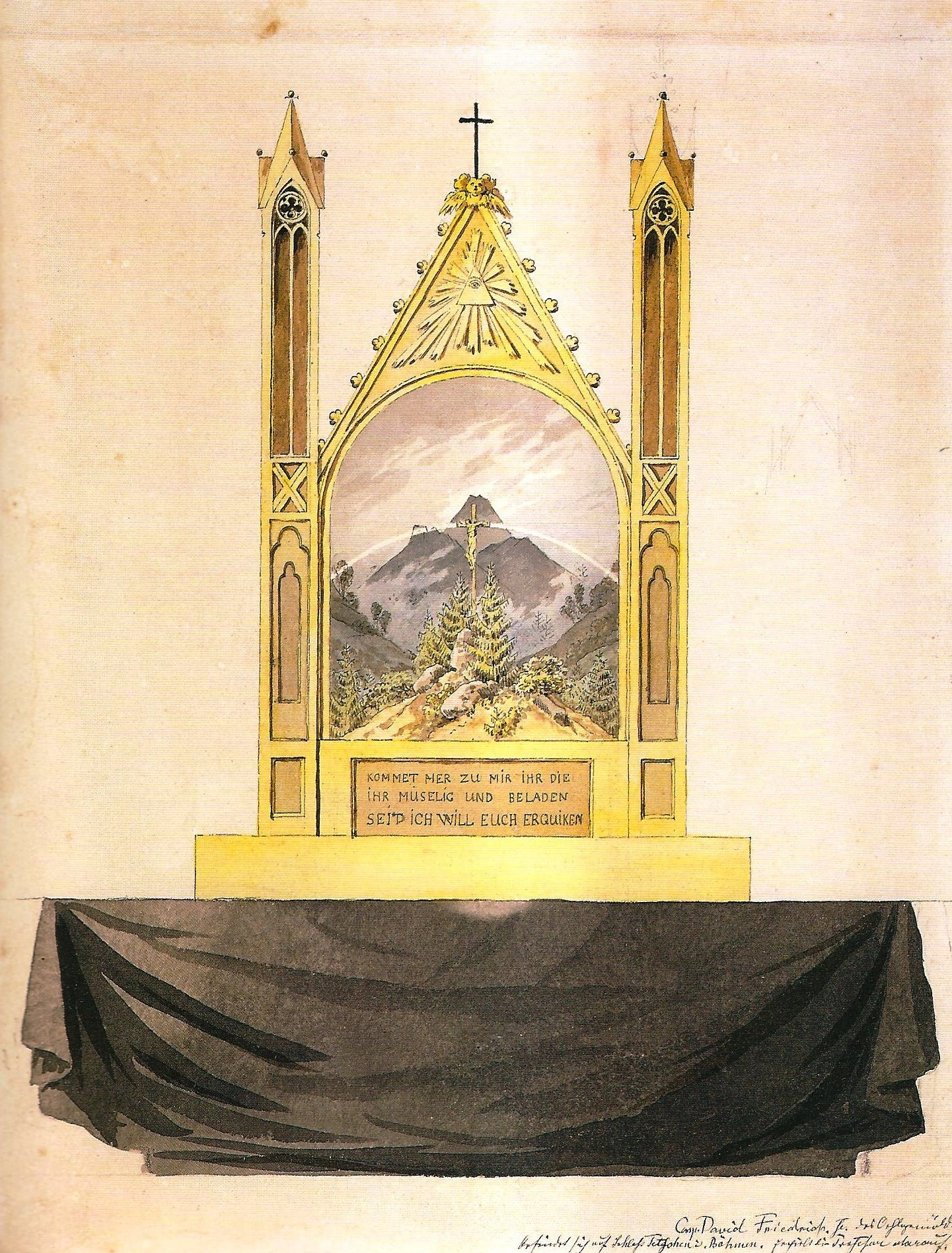
1807年時点の祭壇画の習作デッサン。

元来宗教画において十字架のキリストは、磔刑地であるゴルゴタを舞台に正面向きの構図が採用されてきた。本作品ではキリスト像を後ろ向きに捉え、常緑樹の樅の木が生い茂る北方を思わせる地を舞台として選定している。山の頂には十字架が屹立し、その柱には蔦が絡みついている様子が観察できる。習作のデッサンと比較するとより遠い視点から描かれている。光を放つ太陽が画面の奥に沈んでいき、空は夕焼けの紫紅色に染まっている。
フリードリヒの意向でゴットリープ・クリスティアン・キューンの手によって制作された額縁は、基底となるプレデッラ部分にキリスト教の伝統的な象徴であるプロビデンスの目やパンとぶどう酒を示す麦の穂とブドウの枝といった意匠が彫り込まれている。最下部の土台は二段構成になっており、金色でレンガ模様の線が入っている。両端にはゴシック様式の円柱が設えられており、そこからナツメヤシの枝が伸びて額縁上部のアーチを形成している。その中には5人の天使の頭部が姿を見せており、十字架を見下ろしている。祭壇画の前に跪いて覗き込むように見ると天使の顔がしっかりと彫り込まれていることが確認できる。中央の天使像の上には宵の明星が銀色に輝いている。額縁は絵画と礼拝堂という建造物を結びつけるという役割を果たしているだけではなく、その意匠によって絵の内容を示すとともに中に広がる幻想の光景を見せる窓枠となっている。
リーリエンシュテルンの記述に拠れば、作品はテッチェンへ送られる前の1808年12月25日に自宅のアトリエで公開された。『従軍記』には「友人知人たっての願いと、眼福を望む人の数が日毎に増えていったこともあって、彼が留守にする数日の間、自分の住まいでその絵を展示することを決心したのだった」と記されている。
祭壇画という形態にも関わらず風景画のような装いも見せた『テッチェン祭壇画』は、生身のキリストではなくキリスト像を描いた点、明確にゴルゴタの丘ではない地形を描いている点、聖母マリアや従者の姿が一切描かれていない点など、これまでのキリストの磔刑とはまるで表現方法が異なっていたことから物議を醸し、大きな議論を巻き起こした。フリードリヒのアトリエでこの絵を見たと思われる枢密顧問官のバシリカ・フォン・ラムドーアは、後日新聞紙面上に論説を掲載し、フリードリヒを激しく非難した（ラムドーア論争）。

## ラムドーア論争

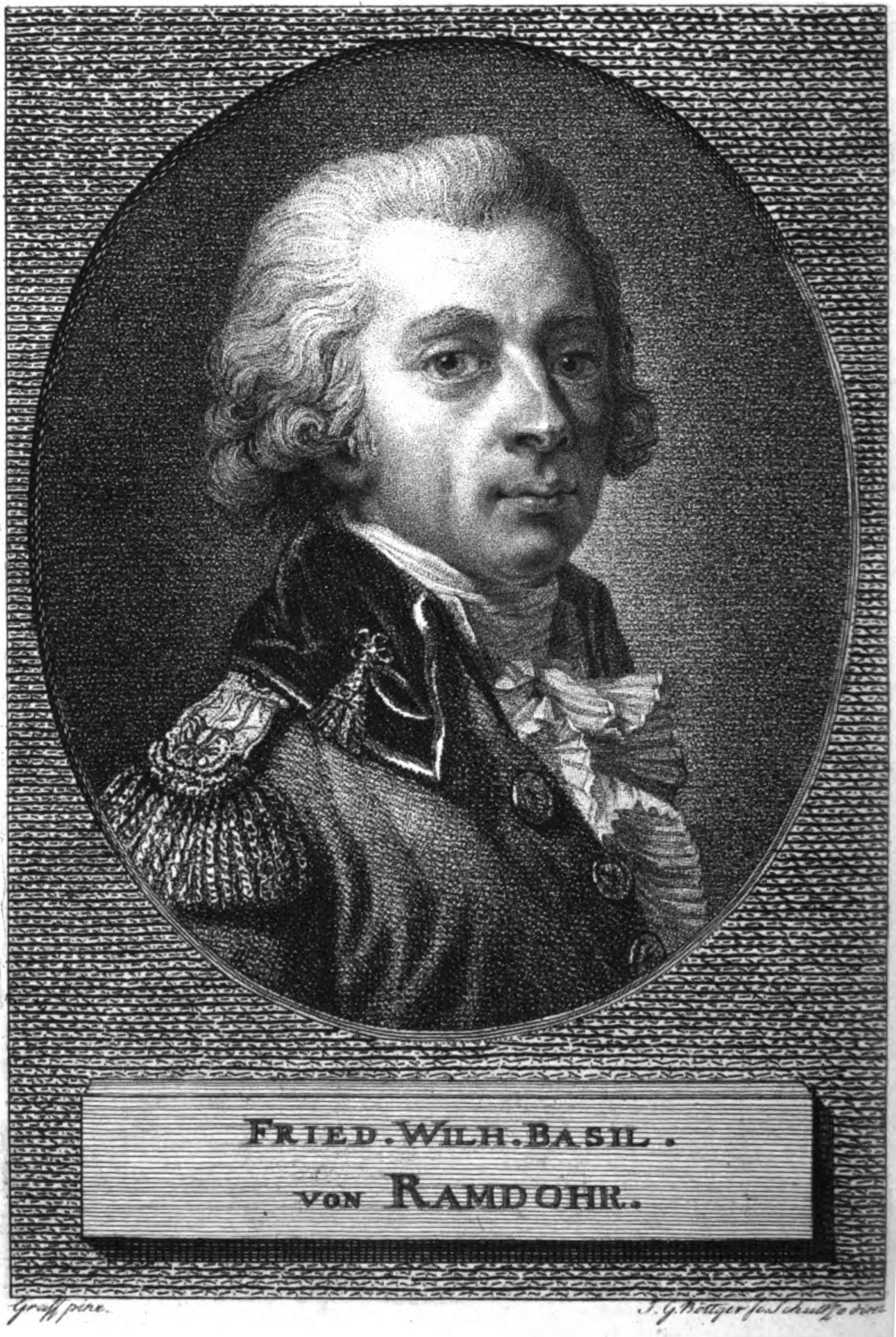
論争を引き起こしたラムドーア男爵

### 批判
保守的で古典主義的な立場にあったラムドーアは、作品を見た翌年1809年1月7日付の新聞『上流社会新聞』上にて「ドレースデンのフリードリヒ氏の、祭壇画として制作された風景画について。風景画、アレゴリー、神秘主義一般について」と題した論説を発表した。この中でラムドーアは作品における雰囲気や遠近法が欠如している点を指摘し、風景画としての本質からずれており、野蛮の精神と結びついていると厳しく批判した上で「もし風景画が教会の中へしのび込み祭壇の上にはい上がろうとするならば、それは全くの思い上がりである」と神秘主義の流行による領域の侵犯に警鐘を鳴らした。
通常、古典主義的絵画において風景画は前景、中景、後景に分割することで封建主義のヒエラルキー的な構造を示し、その中で各要素を対置させることで絵の方向性であったりメッセージ性であったりを読み取らせるよう配慮する技法が採用される。しかし、『テッチェン祭壇画』はひとつの山にすべての要素を収斂させ、空間の奥は樅の木で覆い隠して視線を遮っている。これまでの風景画との差異を正確に見抜いたラムドーアはこれを「風景画としての本質からずれている」と絵画としての意義を根本的に否定した。

### 反論
このラムドーアの批判は、フリードリヒと親交のあったゲルハルト・フォン・キューゲルゲンやフェルディナント・ハルトマンといった芸術家仲間を中心に激しい反発を引き起こした。この作品に対する否定派と擁護派の論戦は新聞紙面を通じて活発に行われた。彼らが発表した擁護文はフリードリヒの独創性や敬虔性の証言にとどまらず、美術家によるなにものにも縛られない自由な創作活動に対する主張が含まれていた。フリードリヒ自身もヴァイマル大学教授のヨハンネス・シュルツに宛てた1809年2月8日付けの手紙の中でラムドーアの批判に対する見解と立場を明らかにし、皮肉を交えつつこの批判を明確に否定している。
さらには、こうした規則、慣例を定めてしまったのは美の巨匠たちではなく不遜な「美術批評家」たちであるとし、そうした要求を自身は認めることは無いとラムドーアを大いに批判した。フリードリヒの意図と解釈によれば、本作品は絵に描かれた風景は幻想のものであり、額縁という窓を通して観覧者がその景色を眺めていることになる。つまり、現実空間で観る者を含めて作品が完成するということになるため、ラムドーアが指摘したような特定の視点やパースペクティブが欠如しているのは当然（あるいは、絵の内部にそういったものがあってはならない）ということになる。加えて、フィーゲはこの作品は特定人物からの依頼という個人的必要あるいはごく限られた関係者を満たすことを目的として制作されたものであり、広く観衆の目に晒すことを目的としていなかった点を指摘し、ラムドーアの批判はその前提から誤っていたとしている。

## 影響と評価

1889年にポール・ゴーギャンが制作した『黄色いキリスト』

本作品はフリードリヒの創作の歴史の中で転換点として重要な位置付けとされる作品であるが、古典主義的な絵画作品と決別し、ドイツロマン主義的絵画を創出したという点においても重要視される。当時形骸化しつつあった風景画というジャンルに革新性をもたらし、大きな議論を呼び込むとともに、風景画による宗教的かつ寓意的表現を生み出した。
本作品のもっとも特徴的な構造といえる「岩塊の上に十字架を取り込んだ作品」の類型は複数存在しており、1811年に制作された『リーゼンゲビルゲの朝』のほか、1810年から1820年ごろに制作されたとされる『バルト海沿岸の十字架』、ノースカロライナ美術館が所蔵する1812年の『山中の十字架と聖堂』、シュトゥットガルト州立美術館が所蔵する1813年の『山の中の十字架』などがある。

フリードリヒの類型作品
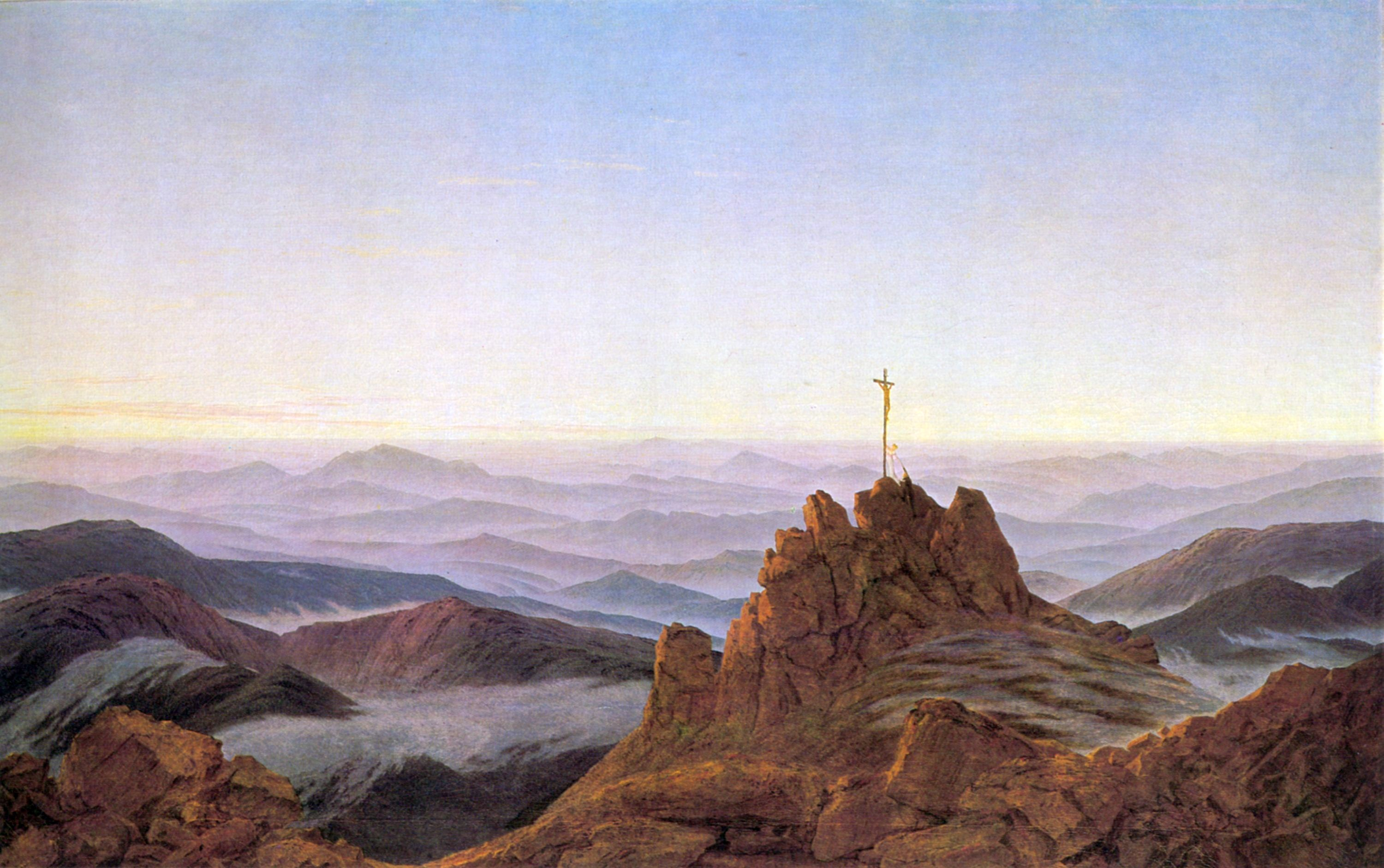
リーゼンゲビルゲの朝（英語版）(1810-1811年)
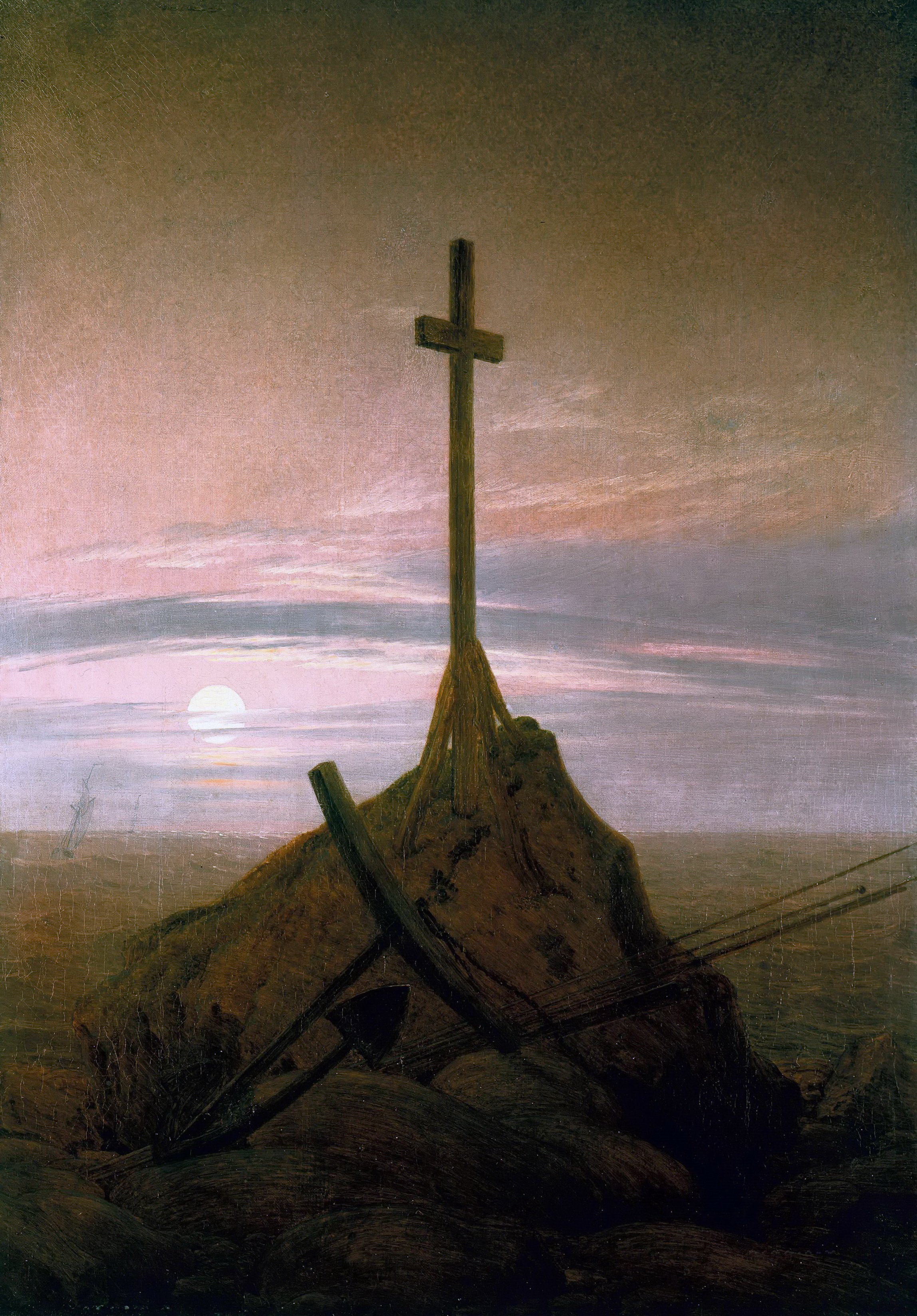
バルト海沿岸の十字架(1810-1820年)
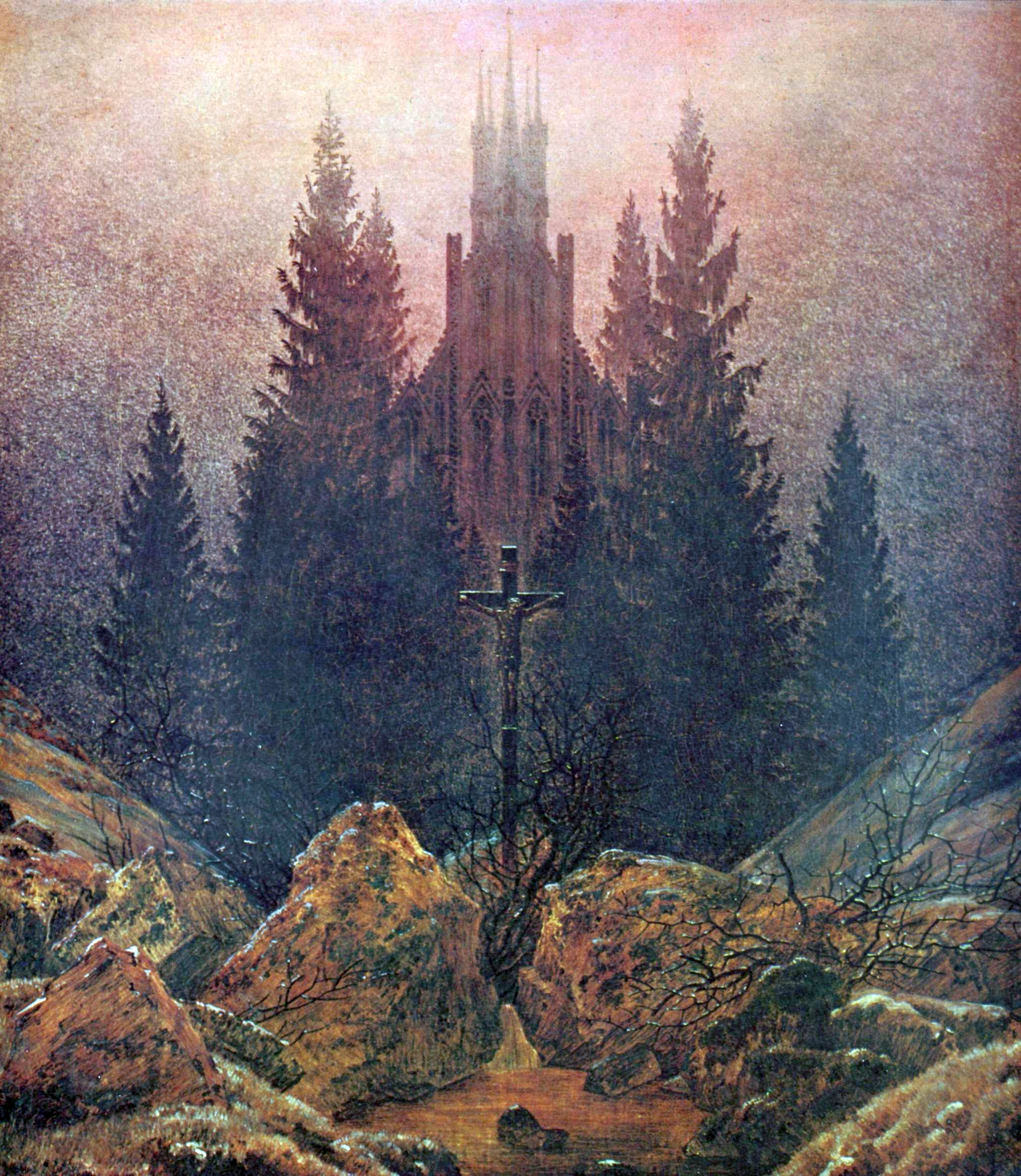
山中の十字架と聖堂(1812年)
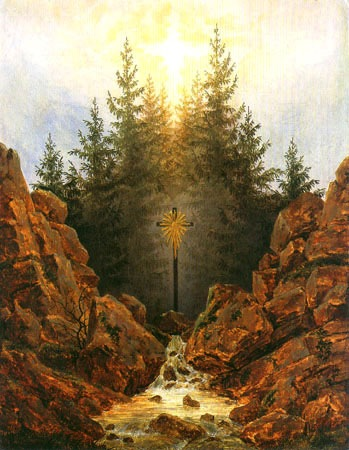
山の中の十字架(1813年)

ドイツの美術史家ノルベルト・ヴォルフは、本作品を契機に巻き起こったラムドーア論争によって大きな注目を集めた1810年前後がフリードリヒにとってもっとも高い評価を得た時期であるとしいる。アメリカの美術史家ロバート・ローゼンブラムは『テッチェン祭壇画』を後世に甚大な影響を及ぼした作品であるとし、ポール・ゴーギャンの『黄色いキリスト』ですらその子孫の一人にすぎないと評している。『テッチェン祭壇画』を所蔵するノイエ・マイスター絵画館は、ヘルマン・ニッチュが1961年に制作した抽象画『十字架の道行き』と『テッチェン祭壇画』を比較し、これらの作品が持つ精神性の共通点について指摘している。